# Floris (série télévisée)
Pour les articles homonymes, voir Floris.

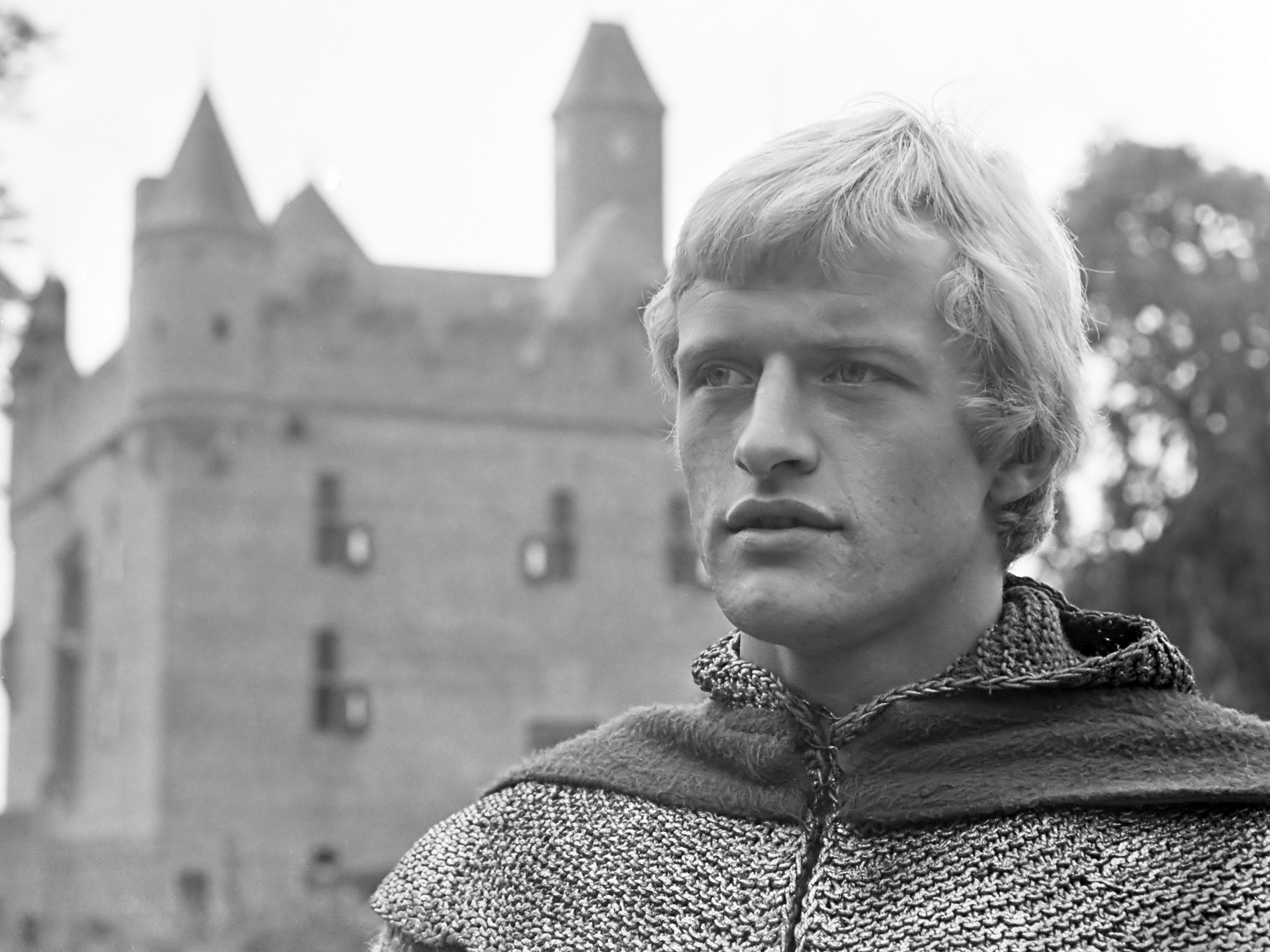
Le chevalier Floris interprété par Rutger Hauer

Floris est une série télévisée néerlandaise réalisée par Paul Verhoeven, diffusée en 1969.

## Synopsis
Un jeune chevalier exilé essaie de récupérer ses droits de noblesse auprès d'un seigneur cruel. Au cours de sa quête, il reçoivra l'aide d'un autre noble qui lui propose une place dans son château...

## Fiche technique
- Titre : Floris
- Réalisation : Paul Verhoeven
- Scénario : Gerard Soeteman
- Pays d'origine : Pays-Bas
- Genre : drame, historique
- Date de première diffusion : 1969

## Distribution
- Rutger Hauer : Floris
- Jos Bergman : Sindala
- Ton Vos : Wolter van Oldenstein
- Jacco van Renesse : Rogier
- Hans Culeman : Maarten van Rossem
- Tim Beekman : Sergent
- Pollo Hamburger : Diederik
- Henk Admiraal : Wilhelm
- Diana Dobbelman : Ada
- Ida Bons : Viola
- Hero Muller : Kok

## Liste des épisodes
1. Le château volé (Het gestolen kasteel) - 5 octobre 1969
2. Le chien de cuivre (De koperen hond) - 12 octobre 1969
3. Les balles noires (De zwarte kogels) - 19 octobre 1969
4. L'homme de Gand (De man van Gent) - 26 octobre 1969
5. Le diable poilu (De harige duivel) - 2 novembre 1969
6. La licence (De vrijbrief) - 9 novembre 1969
7. Les trois bouffons (De drie narren) - 16 novembre 1969
8. La mandragore (De alruin) - 23 novembre 1969
9. L'eau brûlante (Het brandende water) - 30 novembre 1969
10. Le faiseur de miracles (De wonderdoener) - 7 décembre 1969
11. La Coupe Byzantine I : Le Tournoi (De Byzantijnse Beker I: Het Toernooi) - 14 décembre 1969
12. La Coupe Byzantine II : La Guérison (De Byzantijnse Beker II: De Genezing) - 21 décembre 1969
13. Le Jugement (complété par des images fixes dessinées) (Het gericht) - 19 août 2016

## Personnages historiques
La série fait référence à un certain nombre de personnages historiques : Philippe le Bel (1478-1506), duc Charles de Gueldre (1467-1538), commandant de l'armée Maarten van Rossem (1478-1555), le pirate frison Grote Pier (1480-1520) et le peintre Jeroen Bosch (1450-1516).

## Lieux de tournage
Les enregistrements ont eu lieu à l'été et à l'automne 1968, principalement au château de Doornenburg ainsi qu'au château de Hernen, au château de Loevestein et dns les villes de Gand et de Bruges.